# Bletterans
Bletterans – miejscowość i gmina we Francji, w regionie Burgundia-Franche-Comté, w departamencie Jura.
Według danych na rok 1990 gminę zamieszkiwały 1423 osoby, a gęstość zaludnienia wynosiła 179 osób/km² (wśród 1786 gmin Franche-Comté Bletterans plasuje się na 114. miejscu pod względem liczby ludności, natomiast pod względem powierzchni na miejscu 567.).